# Дачо Георгиев
Дачо (Дако) Георгиев е български военен и революционер, деец на Вътрешната македоно-одринска революционна организация.

## Биография
Дачо Георгиев е роден в разградското село Арнауткьой, тогава в Османската империя. Получава основно образование и служи като подофицер в Пети пехотен дунавски полк на българската армия. Борис Сарафов го привлича към революционното движение в Македония и Тракия.
Дачо Георгиев, като командир на 4-ти взвод от четата на Борис Сарафов, навлиза в Македония на 24 януари 1903 година през Кюстендил. При село Владимирово водят сражение с аскер, като четата дава 8 убити. На 20 февруари при леринското село Брод четата се среща с тази на подпоручик Георги Папанчев, като Дачо Георгиев се присъединява към неговата чета. Четата води големи сражения с турците на 27 февруари при село Спанци, на 7 март на връх Жълт камък над Баница, в което Дачо Георгиев се отличава, и на 27 март при Върбени.
На 17 април Георги Папанчев напуска четата, за да присъства на Смилевския конгрес, и оставя за ръководители Дачо Георгиев и Георги Чакаров. След смъртта на Георги Папанчев през юни 1903 година Дачо Георгиев е определен за войвода на зеленичката чета и действа в Леринско. По време на Илинденско-Преображенското въстание с четата си взривява моста край Секулево и релсите по линията Битоля – Солун, води сражения до края на септември и след това се изтегля към България с четата на Борис Сарафов.
От началото на 1904 година Дачо Георгиев пише спомените си и се връща на действителна военна служба.
Умира в родното си село през 1947 година.